# Geria
Geria es un municipio de España perteneciente a la provincia de Valladolid, en la comunidad autónoma de Castilla y León. En 2017 su población ascendía a 508 habitantes. Geria se encuentra a 15 kilómetros al suroeste de la capital provincial.

## Geografía
Integrado en la comarca de Campiña del Pisuerga, se sitúa a 18 kilómetros de la capital provincial. El término municipal está atravesado por la Autovía de Castilla  A-62  entre los pK 139 y 141, además de por las carreteras locales  VP-5806 , que conecta Simancas con Velliza y  VP-5803 , que permite la comunicación con Robladillo. 
El relieve del municipio tiene dos partes diferenciadas. Al sur se encuentra la zona más llana perteneciente al valle del Pisuerga, que incluye la desembocadura del Pisuerga en el río Duero. Al norte del pueblo se encuentran los primeros páramos de los Montes Torozos, destacando el Páramo de La Loba (844 metros). La altitud oscila entre los 844 metros (páramo de La Loba) y los 675 metros en la desembocadura del Pisuerga.  El pueblo se alza a 719 metros sobre el nivel del mar.
| Noroeste: Robladillo                   | Norte: Robladillo y Simancas | Noreste: Simancas                                    |
| Oeste: Villán de Tordesillas y Velliza |                              | Este: Simancas                                       |
| Suroeste: Tordesillas                  | Sur: Tordesillas             | Sureste: Simancas, Villanueva de Duero y Tordesillas |

## Historia

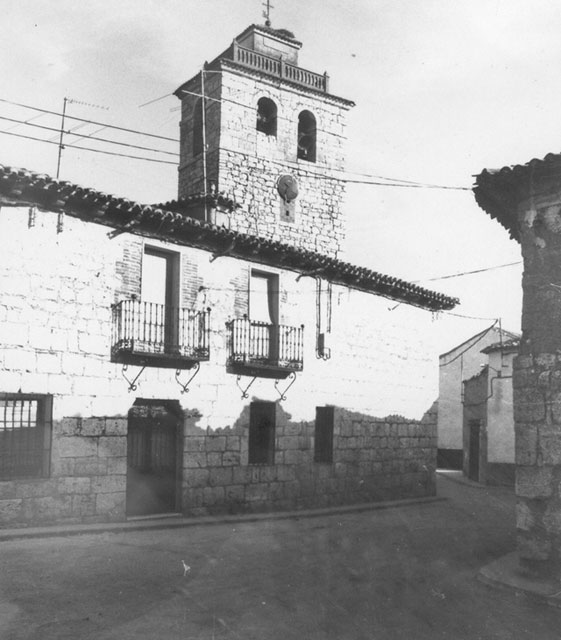
Casa y torre de iglesia parroquial de Nuestra Señora de la Asunción, fecha desconocida.

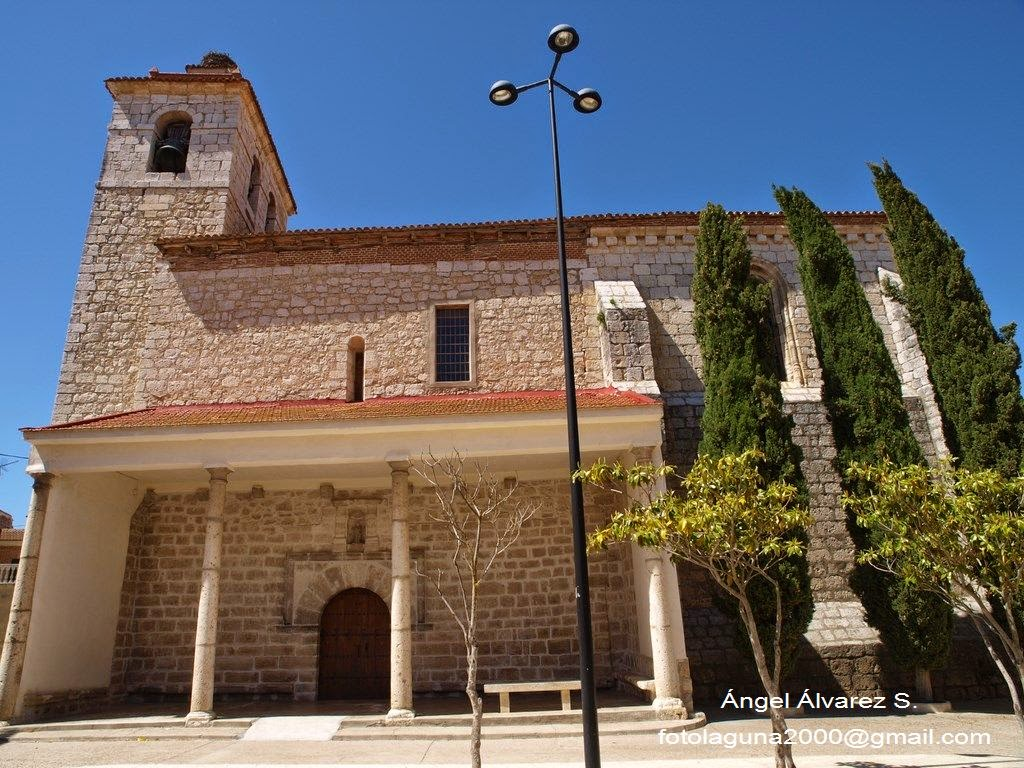
Iglesia de Nª Sra. de la Asunción.

Los musulmanes fueron los que dieron nombre a Geria. Para unos derivaría de la expresión árabe 'Yar'a' que significa «lugar donde fluyen las aguas» debido a la confluencia de los ríos Pisuerga y Duero en el municipio.
Para otros, el topónimo también es árabe pero procedente de la palabra 'djezair': isla, muralla, alquería.
El vocablo original fue evolucionando, sufriendo una serie de transformaciones, pasando por diferentes grafías: Xeria, Jeria hasta desembocar en la actual Geria. 
La confluencia del río Pisuerga con el Duero al Sur del término municipal de Geria ha sido desde la Prehistoria hasta el final de la Edad Media la vía natural y camino obligado por donde transitaron razias, invasores, ejércitos, pueblos emigrantes y culturas llegadas a la submeseta Norte o irradiaron desde ésta a otras regiones. 
Los restos más antiguos de los que se tiene noticia se remontan al Neolítico, así lo confirma un reducido número de hachas de piedra pulimentada recuperadas de su término. Poseyó un poblado vacceo entre el siglo VI y el siglo I a. C.
Dada la posición estratégica, enclave a la vera de uno de los ríos más importantes de la Meseta Norte, frontera y gran vía natural de comunicaciones, -el antiguo Camino de Valladolid a Toro-, fueron muchos los Reyes de la Reconquista los que visitaron el término de Geria.
A mediados del siglo XIV se vincula a San Benito el Real de Valladolid, la piedra de la muralla que había en Geria parece ser que sirvió para el claustro de la Hospedería.
La Iglesia, es de época del Descubrimiento, de una sola nave, con una capilla en el lado del Evangelio. La torre no es la primera sino la tercera, que se levantó en 1650, pero el chapitel tampoco es el originario. El retablo fue realizado a mediados del siglo XVI; Francisco Velasco, artista local, realizó la pieza central de la virgen de la Asunción. De mediados del siglo XVIII es el grupo de la Piedad, con claras reminiscencias de Juan de Juni y Gregorio Fernández. Su obra más valorada se encuentra en el presbiterio, se trata de un bello retablo renacentista (siglo XVI), uno de los más bellos de Torozos, donde las pinturas de Luis Aguirre y la escultura de Jerónimo de Amberes y Cobos de Flandes resaltan la armonía del conjunto.
En el siglo XVI se contabilizó en el término entre 6 ermitas: Santa Catherina, San Sebastián, San Pablo, Santa Polonia, San Blas y la ermita del Cristo del Humilladero, esta última es la única ermita que posee en la actualidad. Es un edificio de planta cuadrada, de piedra de sillería, con pórtico delantero sostenido por dos columnas. Delante hay una cruz de piedra, con la fecha de 1694.
Geria fue centro de atención de la aristocracia vallisoletana, entre ellos están los Verdesoto, Ayala, Zúñiga, De la Serna, Gallo, Díaz de Mendoza... Se inicia una etapa que lleva a Geria a la categoría de polo de concentración de artistas: los Tordesillas, Juan del Caño, Alonso García, Alonso Rojo, Francisco de Urueña, Juan de Torquemada... Geria celebra en febrero las fiestas en conmemoración de su patrón San Blas, y las de agosto, en honor a la virgen de la Asunción.
Entre los edificios más históricos de Geria destaca con 120 años sus escuelas de la testamentaria de González De La Mata y Riaza, bajo el lema ¨Nihil dulcius quam laboris fructus¨
El municipio cuenta con un yacimiento arqueológico —denominado «La Mosquila»— en el que existe una necrópolis medieval.

## Demografía
Cuenta con una población de 488 habitantes (INE 2024).
| Gráfica de evolución demográfica de Geria entre 1842 y 2021                                                           |
| |
| Población de derecho según los censos de población del INE. Población de hecho según los censos de población del INE. |

## Símbolos
El escudo heráldico y la bandera que representan al municipio fueron aprobados oficialmente el 8 de agosto de 1996. El escudo sigue el siguiente blasón:

«Escudo cortado: Primero, de gules con castillo de oro, con tres donjones almenados, mazonado de sable y aclarado de azur. Segundo, de oro con tres olmos de su color, dispuestos en faja, sobre ondas de azur y plata. Timbrado de la Corona Real de España.»
Boletín Oficial del Estado nº 213 de 3 de septiembre de 1996

La descripción textual de la bandera municipal es la siguiente:

«Rectangular, de proporción 1/2, cortada de amarillo y azul celeste y brochante -al centro- el escudo municipal, en sus colores.»
Boletín Oficial del Estado nº 213 de 3 de septiembre de 1996

## Administración y política
| Periodo   | Nombre                     | Partido |
| --------- | -------------------------- | ------- |
| 1979-1983 | Dimas Ortega               | AP      |
| 1983-1987 | Dimas Ortega               | AP      |
| 1987-1991 | Ángel Garrido              | PSOE    |
| 1991-1995 | Ángel Garrido              | PSOE    |
| 1995-1999 | José Luis Casado           | PP      |
| 1999-2003 | Lourdes Lozano             | PP      |
| 2003-2007 | Lourdes Lozano             | PP      |
| 2007-2011 | Esau Sanchéz               | PP      |
| 2011-2015 | Esau Sanchéz               | PP      |

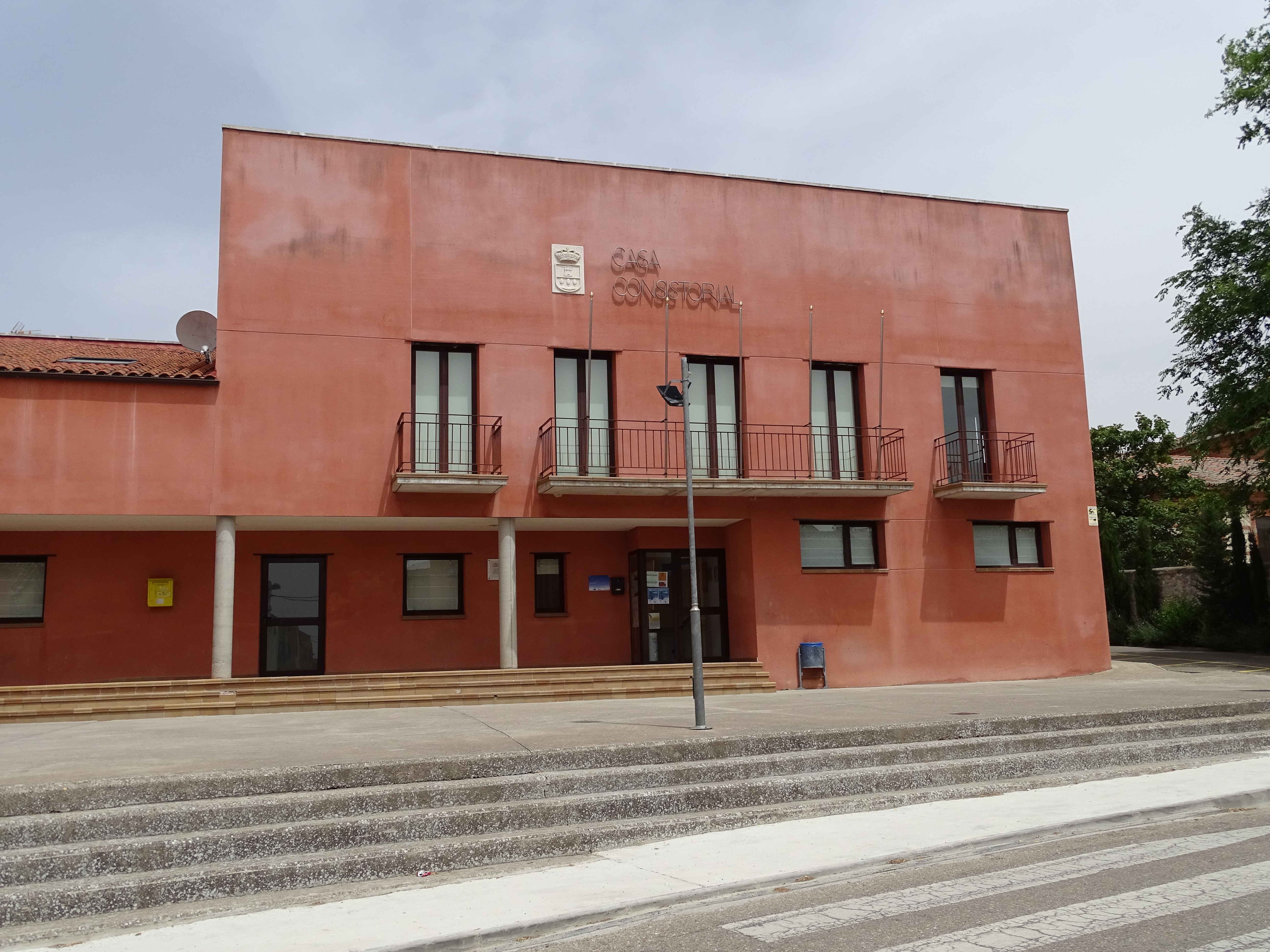
Casa consistorial

| 2015-2019 | Francisco José Ortega Rojo | PP      |
| 2019-2023 | Antonio González Ortega    | PSOE    |
| 2023-act. | Cristóbal González Casado  | PP      |

### Evolución de la deuda viva
El concepto de deuda viva contempla solo las deudas con cajas y bancos relativas a créditos financieros, valores de renta fija y préstamos o créditos transferidos a terceros, excluyéndose, por tanto, la deuda comercial.
| Gráfica de evolución de la deuda viva del ayuntamiento entre 2008 y 2014                             |
| |
| Deuda viva del ayuntamiento en miles de Euros según datos del Ministerio de Hacienda y Ad. Públicas. |

La deuda viva municipal por habitante en 2014 ascendía a 99,42 €.

## Fiestas
Geria cuenta con dos fiestas, las de febrero en honor a San Blas, el 3 de febrero, y las de agosto en honor a la Virgen de la Asunción, el 15 de agosto y el 16 San Roque con la tradicional pedida de la Tortilla.